# Janowice (powiat ostrowiecki)
Janowice – wieś w Polsce położona w województwie świętokrzyskim, w powiecie ostrowieckim, w gminie Waśniów.
W latach 1954–1961 wieś należała i była siedzibą władz gromady Janowice, po jej zniesieniu w gromadzie Momina. W latach 1975–1998 miejscowość należała administracyjnie do województwa kieleckiego.
Przez wieś przechodzi  czarny szlak rowerowy z Nowej Słupi do Opatowa.

## Historia
Wieś sięga metryką XIV wieku, z Janowic pisał się Jan Nagowcza (Iohanne Nagowcza de Ianowicze), co potwierdzają dokumenty z 27 stycznia 1380(dts) roku wydane w Opatowie.
Według Słownika geograficznego Królestwa Polskiego, Janowice były wsią rządową w powiecie opatowskim, gminie Boksyce, parafii Momina, położoną w odległości 17 wiorst od Opatowa.
W 1827 roku było tam 12 domów i 92 mieszkańców; pod koniec XIX wieku – 25 domów, 149 mieszkańców, 2 morgi ziemi dworskiej i 329 mórg ziemi włościańskiej.
Według Jana Długosza (w roku 1442), wieś była własnością klasztoru świętokrzyskiego. W 1578 roku opat płacił tu od 7 osadników, 3,5 łana, 3 komorników i 2 ubogich.
W 1912 roku urodził się tutaj Jan Piwnik pseudonim Ponury. W jego rodzinnym domu zorganizowano Izbę Pamięci. Zgromadzone są w niej pamiątki rodzinne oraz przedmioty, których używał Ponury podczas swojej działalności partyzanckiej. Przed domem znajduje się głaz z metalową tablicą podającą krótką biografię Jana Piwnika.